# Библиотека MSDN
Библиотека MSDN (англ. MSDN Library) — библиотека официальной технической документации для разработчиков под ОС Microsoft Windows. MSDN расшифровывается как Microsoft Developer Network. Библиотека MSDN содержит документацию на API продуктов Microsoft, а также код примеров, технические статьи и другую полезную для разработчиков информацию. Она бесплатно доступна через Интернет, а также на CD и DVD для подписчиков MSDN. Изначально версия на диске была доступна только как часть подписки MSDN и распространялась каждый квартал. Однако, с 2006 года ISO-образ может быть бесплатно скачан с сайта Microsoft, а диски стали выходить не каждый квартал, а вместе с крупными релизами (Visual Studio или Windows, а также с пакетами обновлений).
Visual Studio Express интегрируется только с MSDN Express Library, которая является ограниченной версией полной библиотеки. Тем не менее, полная версия также может быть бесплатно скачана с сайта Microsoft и отдельно установлена.

## Интеграция с Visual Studio
Каждая версия библиотеки MSDN может быть доступна только с одного обозревателя справки (Microsoft Document Explorer или иного), который встроен в текущую версию Visual Studio (или иногда в две версии). Каждая новая версия Visual Studio не интегрируется с более старой версией библиотеки MSDN, но совместимая версия библиотеки MSDN выходит вместе с каждым новым релизом Visual Studio и поставляется на диске вместе с ним. Новые версии библиотеки MSDN также не интегрируются с более старыми версиями Visual Studio, а также не включают документацию на устаревшие функции или снятые с поддержки продукты. Несколько версий библиотеки MSDN могут быть одновременно установлены и функционировать на одной машине.

## Перенос информации на Microsoft Docs
В 2016 году Microsoft запустили новую платформу для публикации технической документации, Microsoft Docs, которая должна была заменить библиотеки TechNet и MSDN. В течение последующих двух лет материалы из Библиотеки MSDN постепенно переносили на Microsoft Docs. В настоящий момент большинство страниц Библиотеки MSDN перенаправляют на соответствующие страницы Microsoft Docs.

## Версии
- Библиотека MSDN от октября 2001 была последней версией, включающей документацию и интегрирующейся с Visual Studio 6.0.
- Библиотека MSDN от января 2003 была последней версией, включающей документацию и интегрирующейся с Visual Studio .NET (2002).
- Библиотека MSDN от января 2006 была последней версией, включающей документацию и интегрирующейся с Visual Studio .NET 2003.
- Библиотека MSDN от апреля 2007 была последней версией, включающей документацию и интегрирующейся с Visual Studio 2005.
- Библиотека MSDN от января 2008 и позднее включает документацию и интегрируется с Visual Studio 2008.
- Библиотека MSDN от ноября 2008 и позднее включает документацию и интегрируется с Visual Studio 2008 SP1[2].